# 亚历山大·勃洛克
亚历山大·亚历山德罗维奇·布洛克（俄語：Александр Александрович Блок，1880年11月28日—1921年8月7日），二十世纪早期俄罗斯诗人、戏曲家。
亚历山大·勃洛克饱受争议的代表作《十二个》，写于1918年1月，十月革命后不久。这首诗描绘革命的暴力，同时又饱含宗教意象，其名称寓意十二使徒，诗歌的结尾甚至说看到，在暴风雪中，看到了十二人前面的耶稣基督。
他有一位女兒:柳波芙·勃洛克
亚历山大·勃洛克在1899年-1906年居住过的杰卡布里斯托夫街57号的公寓房间，已经被辟为一处作家故居博物馆。